# Stelios Giannakopoulos
Stylianos ("Stelios") Giannakopoulos (Grieks: Στυλιανός 'Στέλιος' Γιαννακόπουλος) (Athene, 12 juli 1974) is een  voormalig Grieks voetballer. Gedurende zijn carrière speelde hij onder andere voor Ethnikos Asteras en Olympiakos. Met Olympiakos werd hij zevenmaal landskampioen van Griekenland (1997-2003) en won hij eenmaal de beker (1999).
Giannakopoulos speelde 77 interlands voor de Griekse nationale ploeg in de periode 1997-2008. Daarin scoorde hij elf keer. Hij maakte zijn debuut op 12 maart 1997 tegen Cyprus. In 2004 won hij met Griekenland het EK 2004.

## Carrière
- 1992-1993: Ethnikos Asteras
- 1993-1996: Paniliakos
- 1996-2003: Olympiakos
- 2003-2008: Bolton Wanderers
- 2008-2009: Hull City
- 2009-2010 : Larissa

1 Nikopolidis · 
2 Seitaridis ·
3 Venetidis ·
4 Dabizas ·
5 Dellas ·
6 Basinas ·
7 Zagorakis  ·
8 Giannakopoulos ·
9 Charisteas ·
10 Tsiartas ·
11 Nikolaidis ·
12 Chalkias ·
13 Katergiannakis ·
14 Fyssas ·
15 Vryzas ·
16 Kafes ·
17 Georgiadis ·
18 Goumas ·
19 Kapsis ·
20 Karagounis ·
21 Katsouranis ·
22 Papadopoulos ·
23 Lakis ·
Coach: Rehhagel